# Glenea atriceps
Glenea atriceps é uma espécie de escaravelho da família Cerambycidae. Foi descrita por Per Olof Christopher Aurivillius em 1911 e é conhecida a sua existência em Bornéu e Malásia.  Contém a variedade Glenea atriceps var. anticeimpunctata.